# 鸱尾
鴟尾，又稱為鴟吻、鴟甍、鰲魚，指的是一種安裝在東亞建築屋頂兩端的裝飾性彫塑，擁有鳥類翅膀的造型。
鴟尾一開始起源自中國，最早在漢朝時期就有，在唐朝時底部添加裝飾形成“鴟吻”；在宋朝時變得非常華麗多樣，已經有現代造型的雛形；在明朝時其建築意義和另一種神獸“蚩吻”的吉祥意義結合，此後中國屋頂裝飾一步步以蚩吻為主流，但是鴟吻依然有少量存在。
日本的鴟尾也可寫成沓形或沓，中式鴟尾傳至日本時，其形狀和材質都發生了巨大的改變，先是變為了金色倒靴形鴟尾，再蛻變為了一種全新的裝飾物“鯱”。
台湾也有鸱尾，水龍捲、旋風，臺人稱「鴟尾」，海中見之其水矗立，高與天齊，為之「龍柱」，旋風過處屋瓦盡撒，古榕被拔數丈外，屋蓋飛舞空中。是指水上龍捲風。

## 中國神話

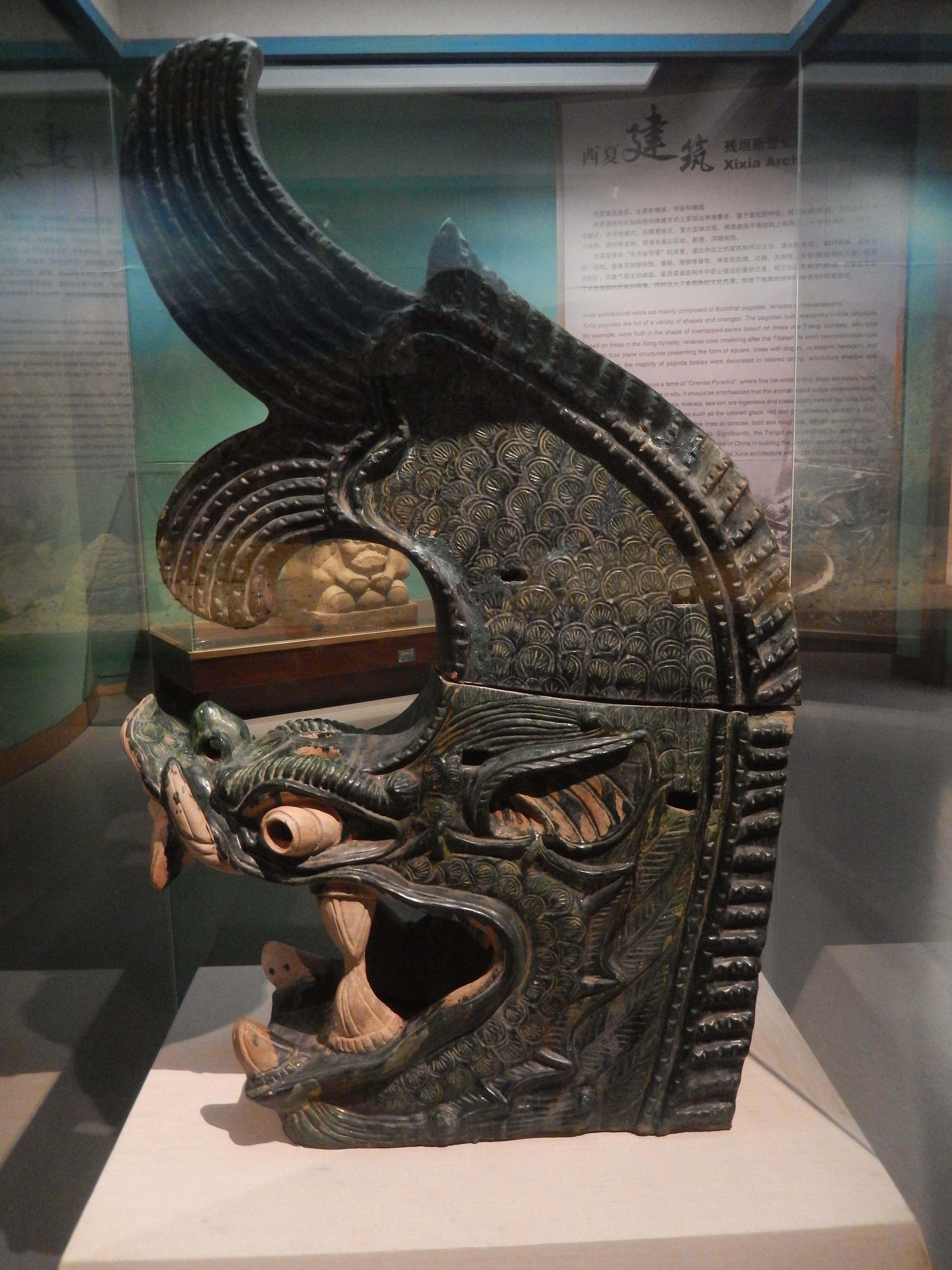
鴟吻過渡到蚩吻的中間造型，既有鸱吻的边缘鸟翼，但在末端也開始出現蚩吻型的分叉鱼尾

“鴟”原本在中國古代的傳說中是一種有著魚頭的怪鳥，一頭三身，可以輕易呼喚海浪、颳起狂風，被閩南、廣東地區的人奉為神獸。鴟一開始的原始狀態是“鰲龜”，性情兇殘，會食人，相傳女媧為了補天而斷了“鰲龜”的足，鰲龜從此失去了四肢，變化為只能在海里游蕩的「鰲魚」，鰲魚想幫助女媧守望天穹來贖罪，通過其自身法力而飛上高處，此舉得到女媧的祝福而變為鳥型的“鴟”，從此定為鳥型。
《太平御覽》有如下記述︰「唐會要目，漢相梁殿災後，越巫言，『海中有魚虯，尾似鴟，激浪即降雨』，遂作其象於尾，以厭火祥。」文中所說的「越巫」指閩越巫師。
鴟和龍生九子中的“蚩吻”其實並無關係，由於在建築上的鴟尾造型在明朝时期被设定為了蚩吻，加上鴟、蚩的發音一樣，導致人們經常將兩者視為同一種生物。

## 歷史
鴟尾廣泛運用在中國古代的建築中，尤其是以寺院，佛堂的正殿、皇宮的最高建築之中，在東漢之後，由於裝飾性的需要，中國建築物屋頂的左右两端開始出現了各類裝飾性瓦片，在3世紀到5世紀之間逐漸形成了一些統一的造型，這就是“鴟尾”的雛型。魏晉南北朝之後，隨著佛教的發達，鴟尾逐漸從佛教、皇宮相關的建築中擴散至全體中國建築，成為屋頂邊角裝飾上不可或缺的一部份。
從唐朝中期開始，鴟尾和建築物連接的部份開始出現像龍、魚、麒麟、或者鬼面一樣的造型，用來丰富审美，同時，批量生產瓦片的技術也在此時得到了質的飛躍，讓鴟尾在精緻化之下演變成了鴟吻。明朝时，鸱吻最外圍的一圈鳥翼逐漸消失，底部的神獸的動作也從“直接趴在屋脊上”变為了“用嘴咬住屋脊的橫樑”。除了純粹為了裝飾以外，當時的明朝中國人還給鴟吻添加了一個“防火消災、平安守護”的吉祥含義，配合龍生九子的傳說，由此再往蚩吻的造型進化。
與此同時，日本在飛鳥時代接受了來自隋朝和唐朝的鴟尾瓦片，在材質上，日本的除了用瓦片以外，也會直接用石頭、青銅、黃銅或者黃金製作。現存最古老的日本鴟尾是石製的，位於群馬縣前橋市中的山王寺，一共有兩個；第二古老的位於鳥取縣的伯耆町，僅存一件。日本的鴟尾可能真的有儲存水、用來滅火的功能，因為其中的結構中間呈現空心，而且連接處被黏合緊密，其中還有幾個為管子預備的圓型空隙，但具體作用至今沒有定論。

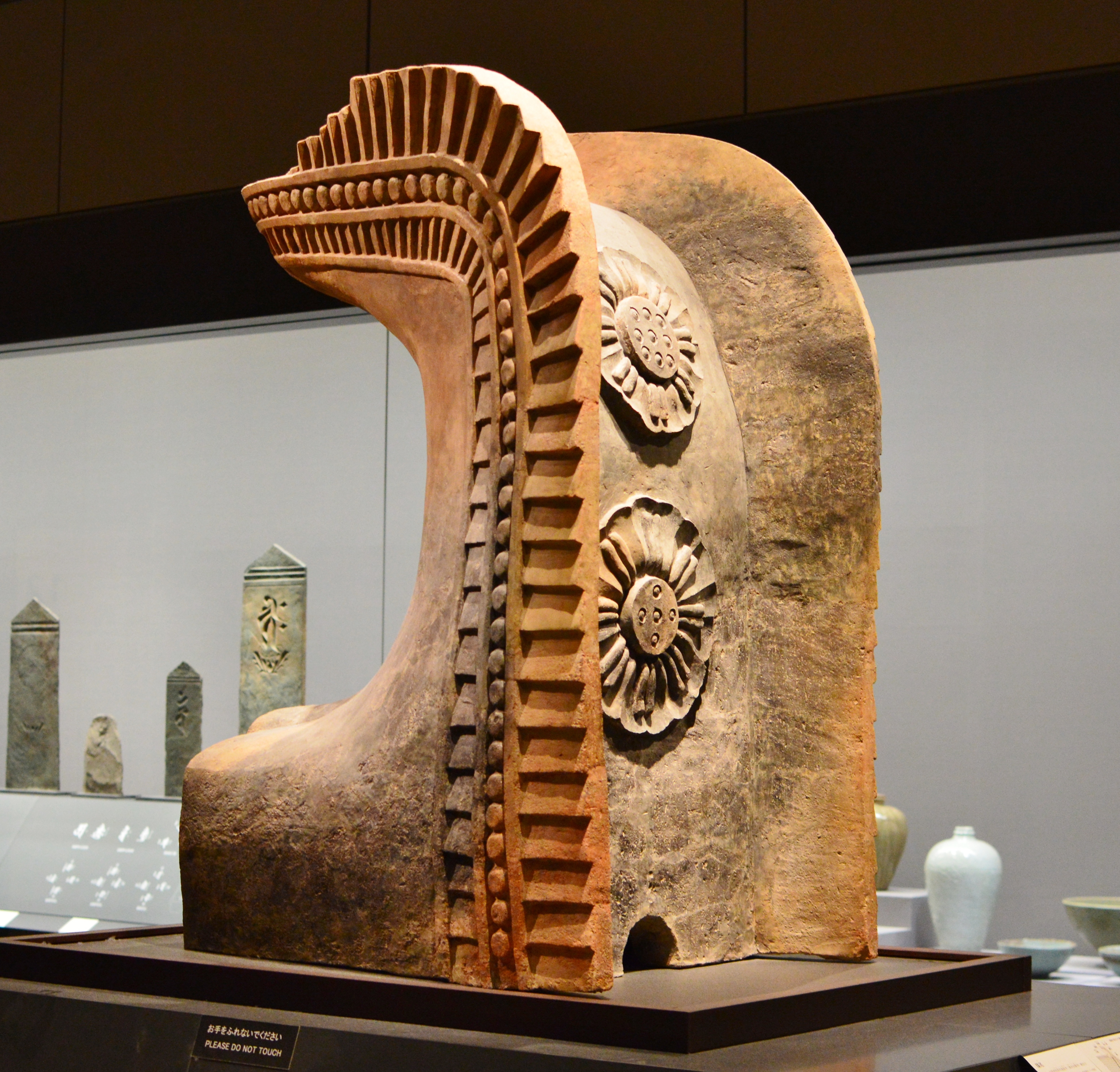
日本高井田廢寺跡出土的日式鴟尾
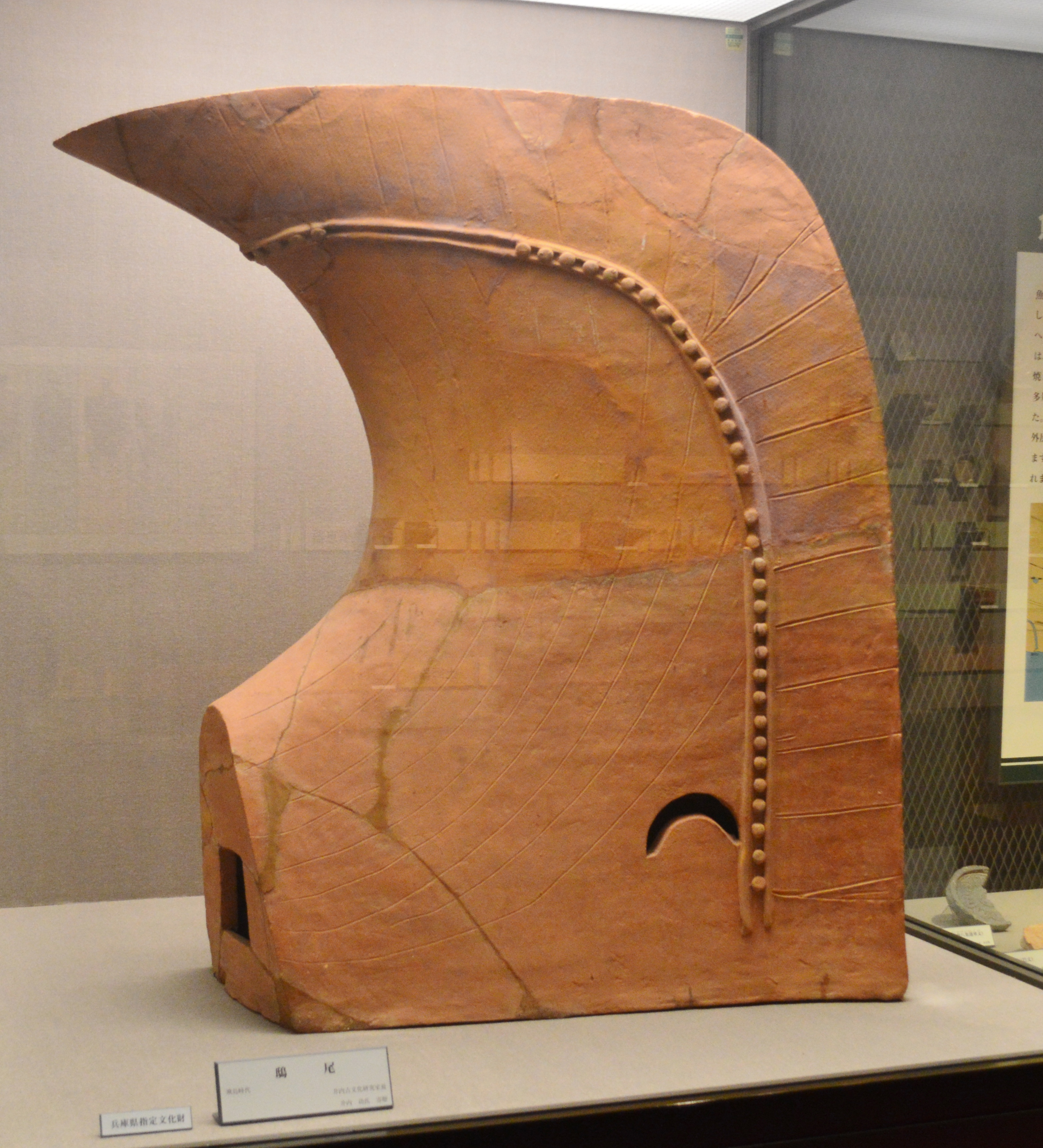
日本高丘3號窯出土的日式鴟尾
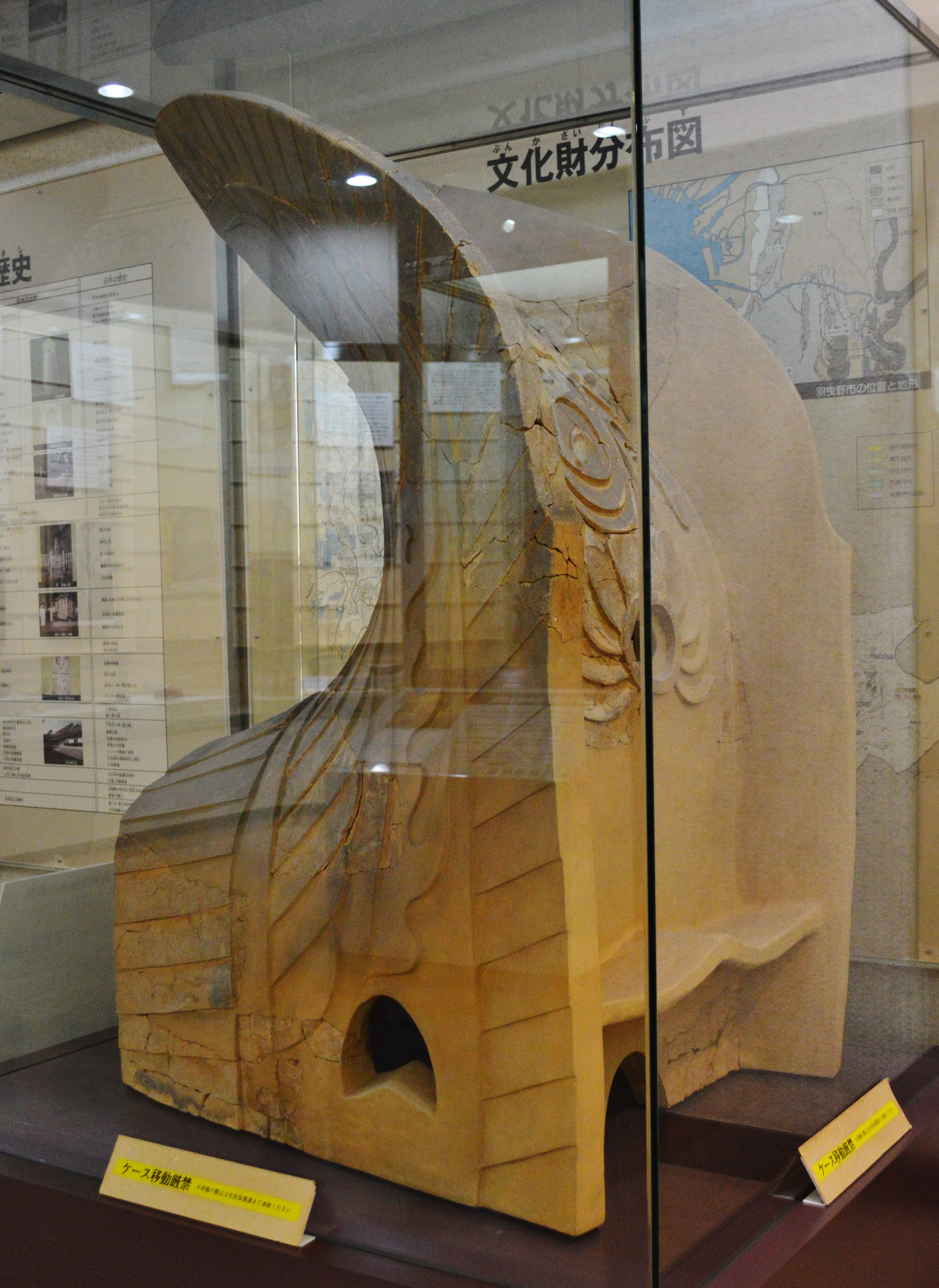
日本西琳寺跡出土的日式鴟尾
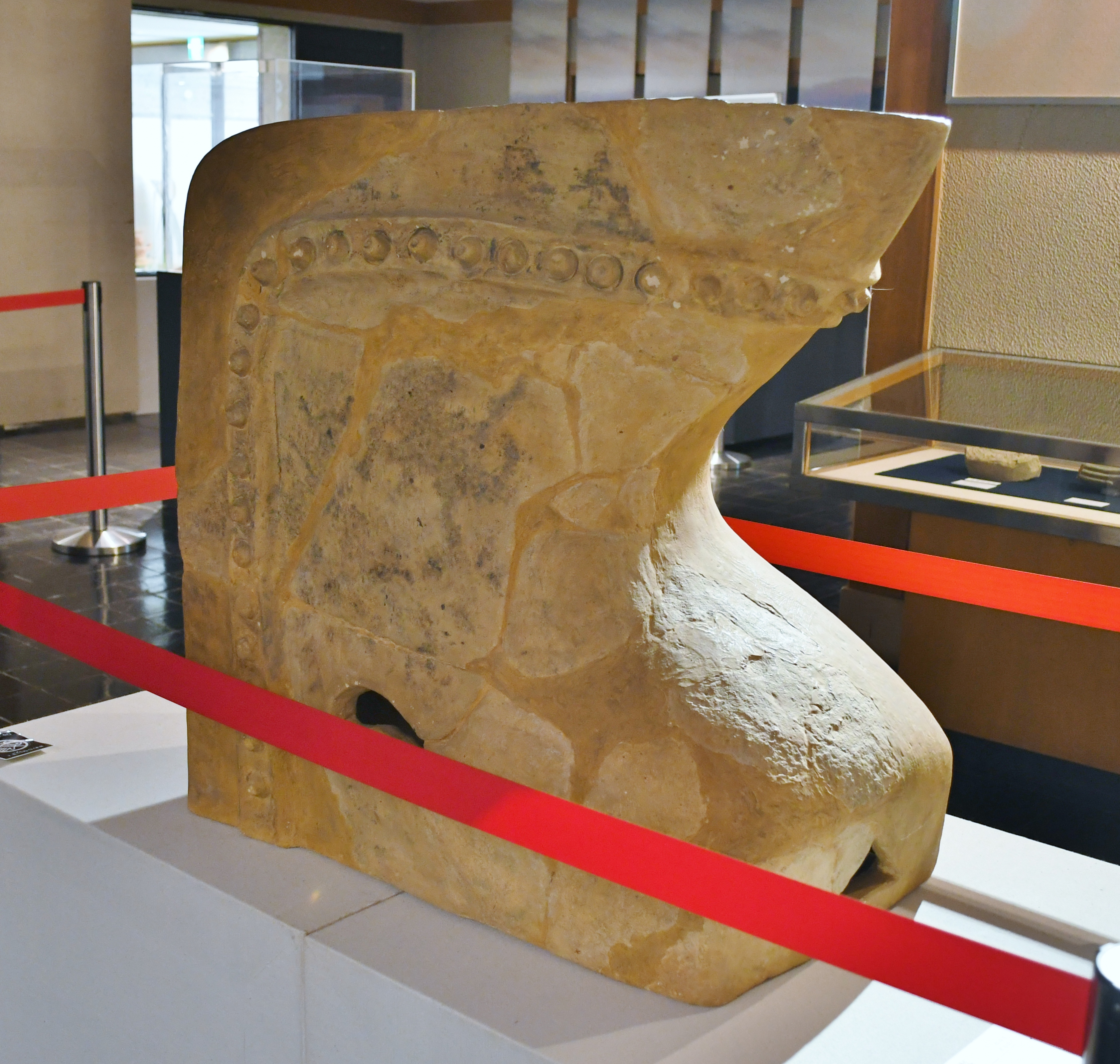
日本堂之谷瓦窯跡出土的日式鴟尾
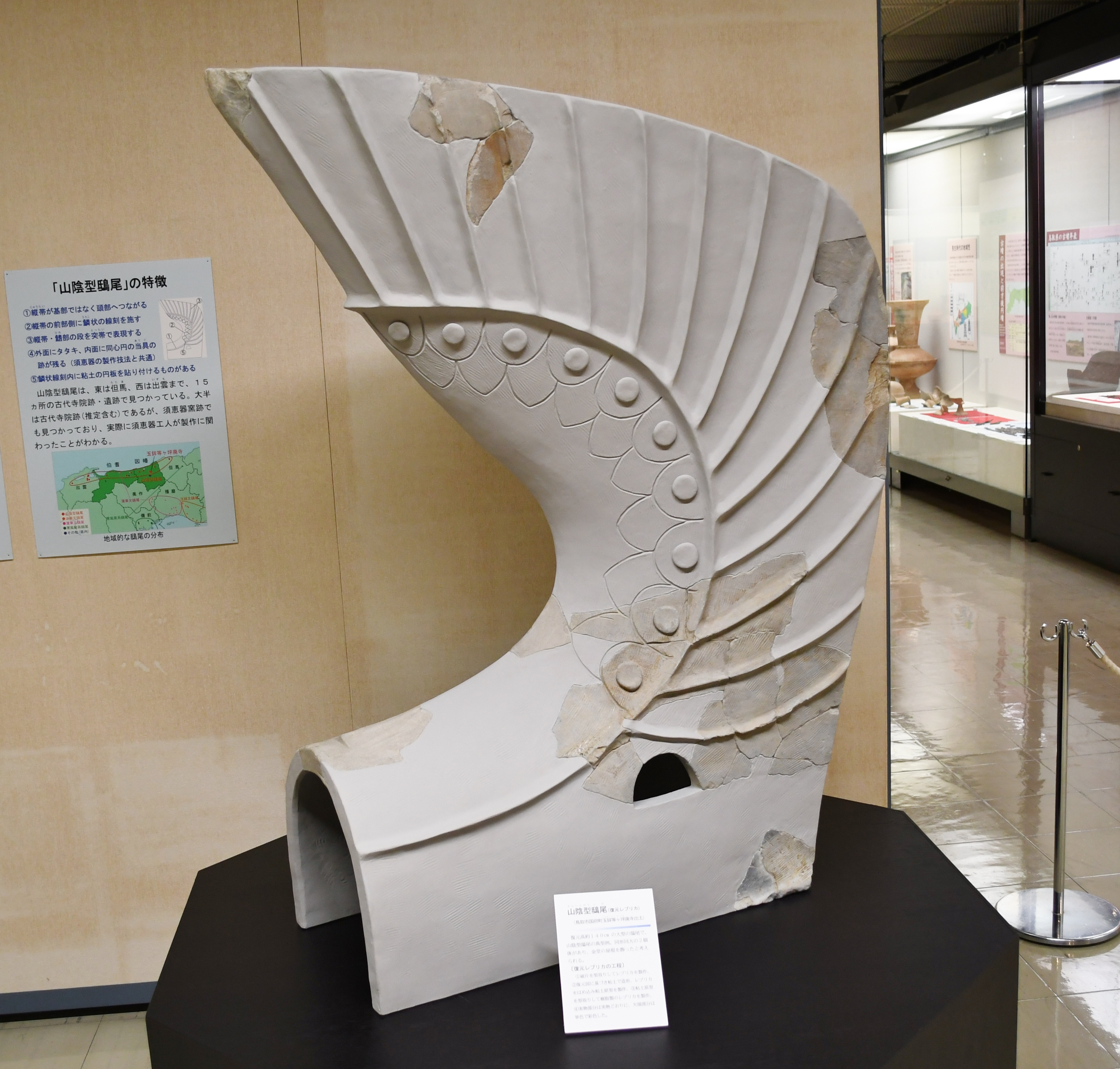
日本等等坪廢寺跡出土的日式鴟尾
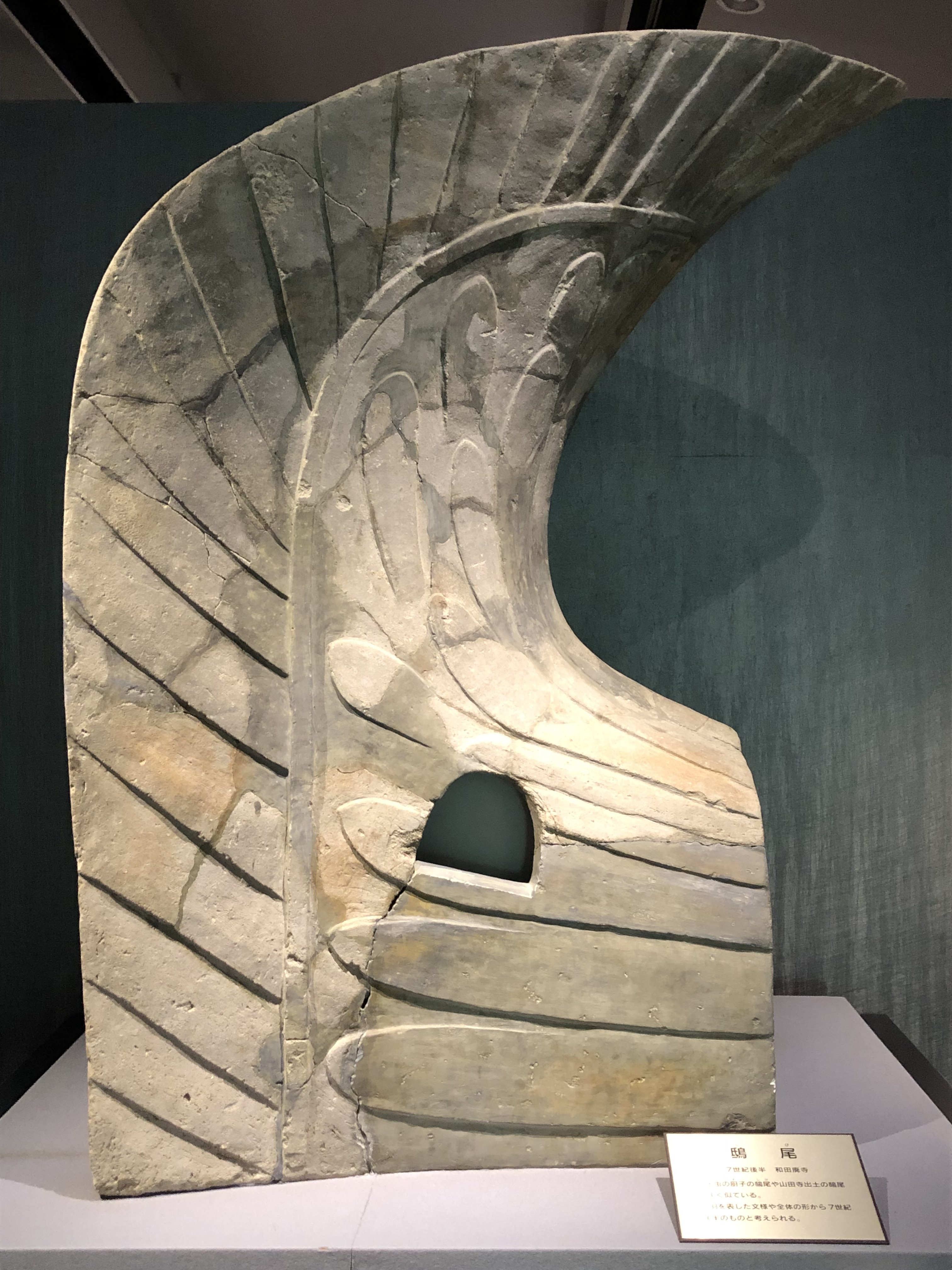
日本和田廢寺出土的日式鴟尾
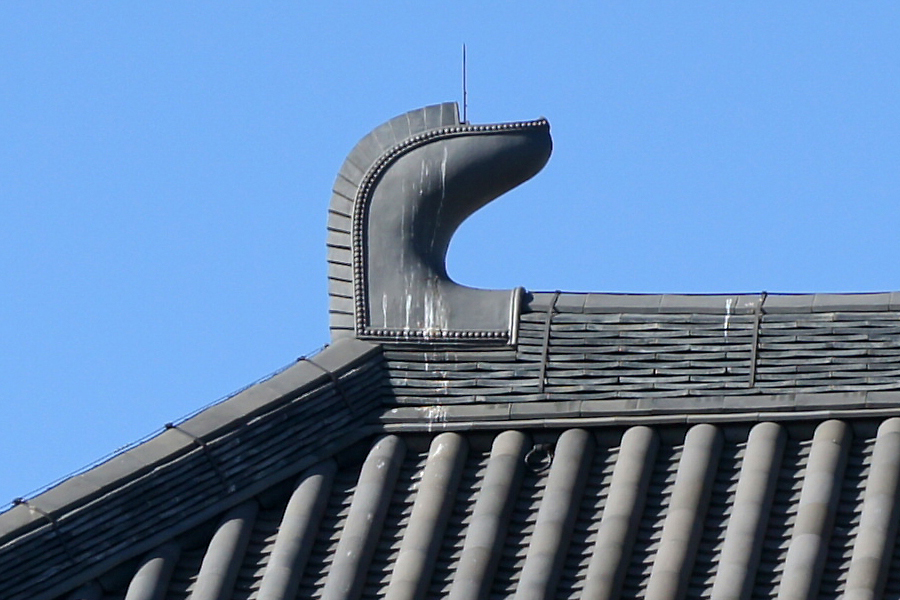
日本唐招提寺金堂上的鴟尾，呈現日本特有的“倒靴形”
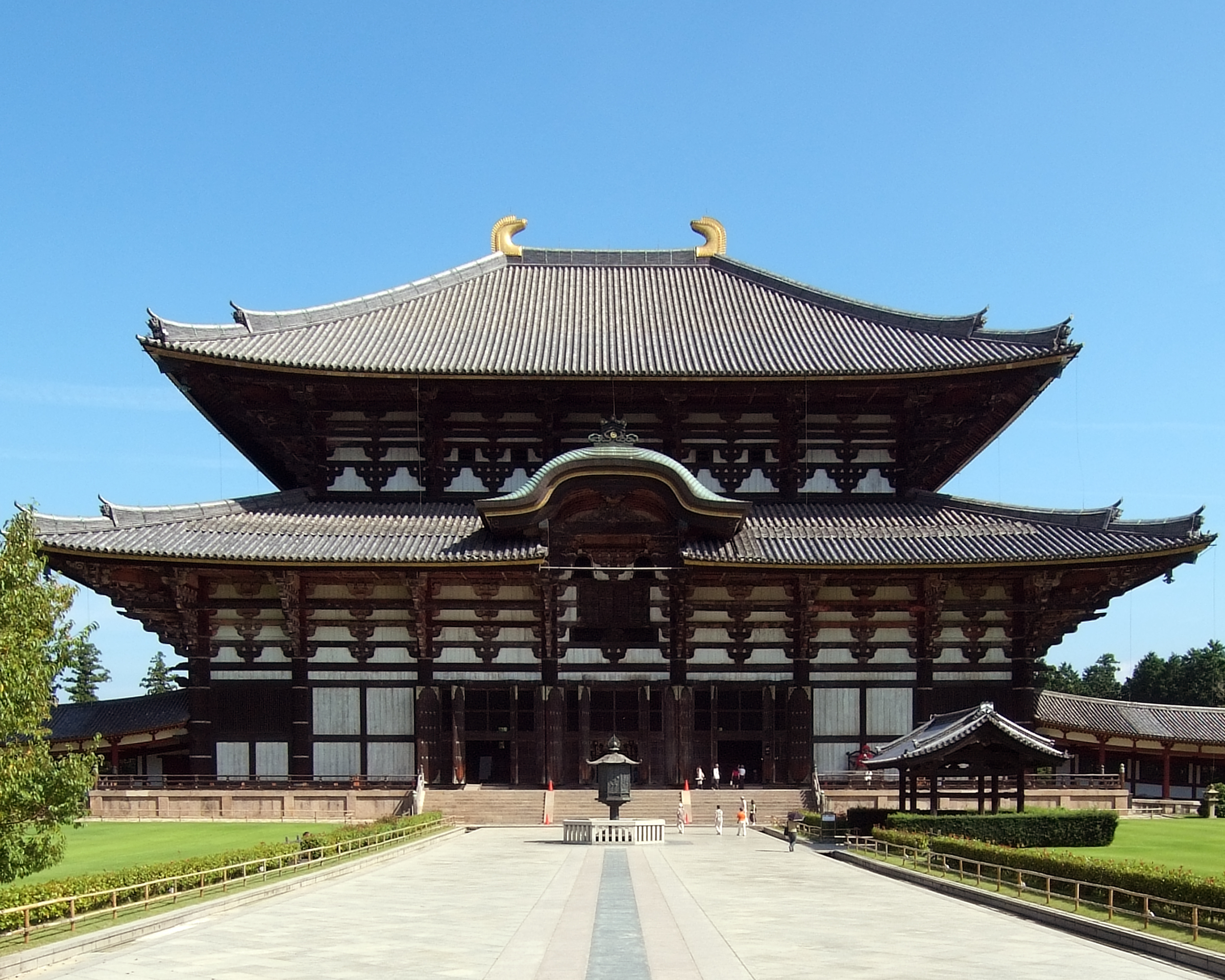
日本東大寺中大佛殿的鴟尾，採用的是和中式完全不同的純金色鴟尾
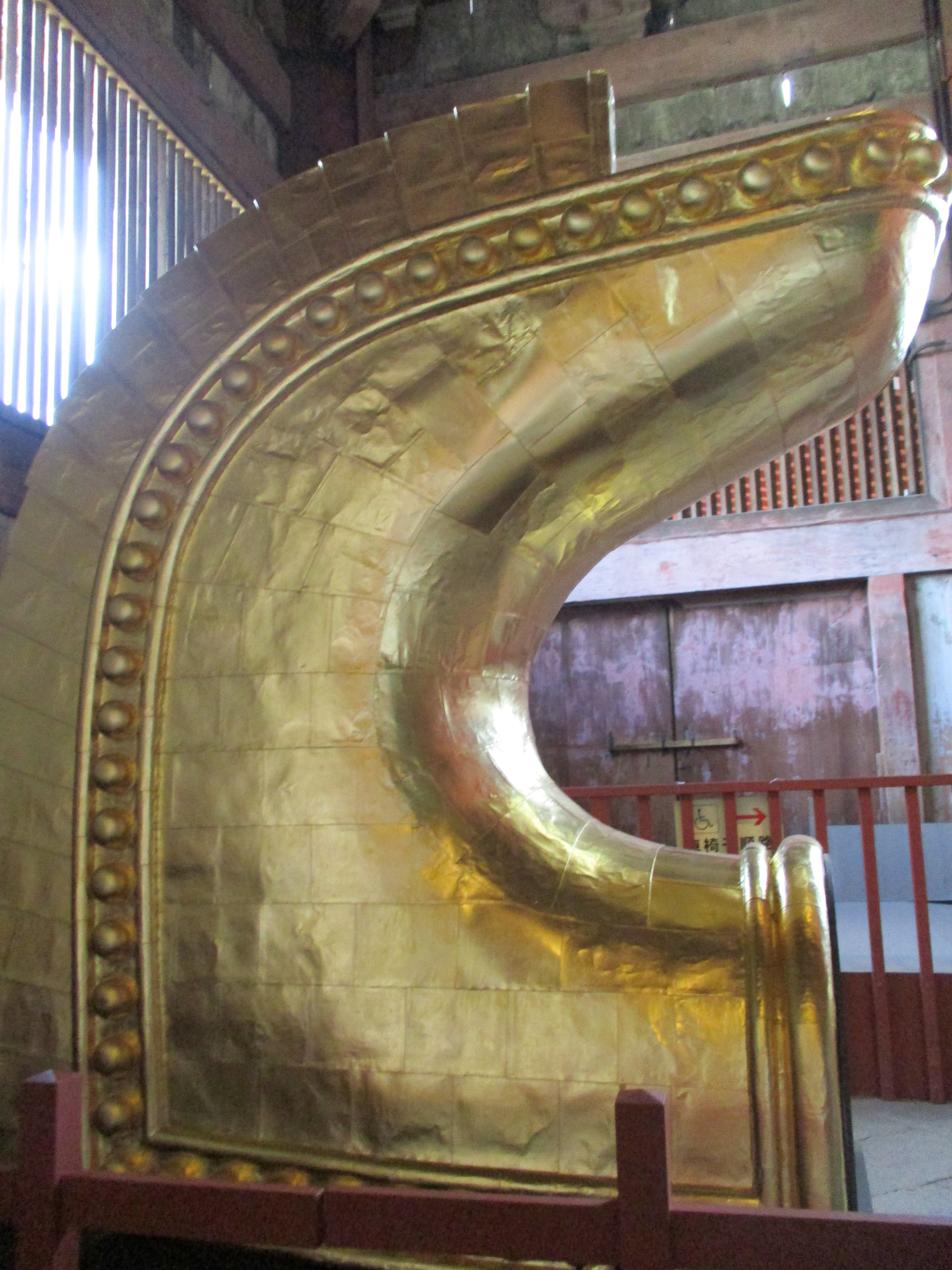
日本東大寺的金色倒靴形鴟尾的近照
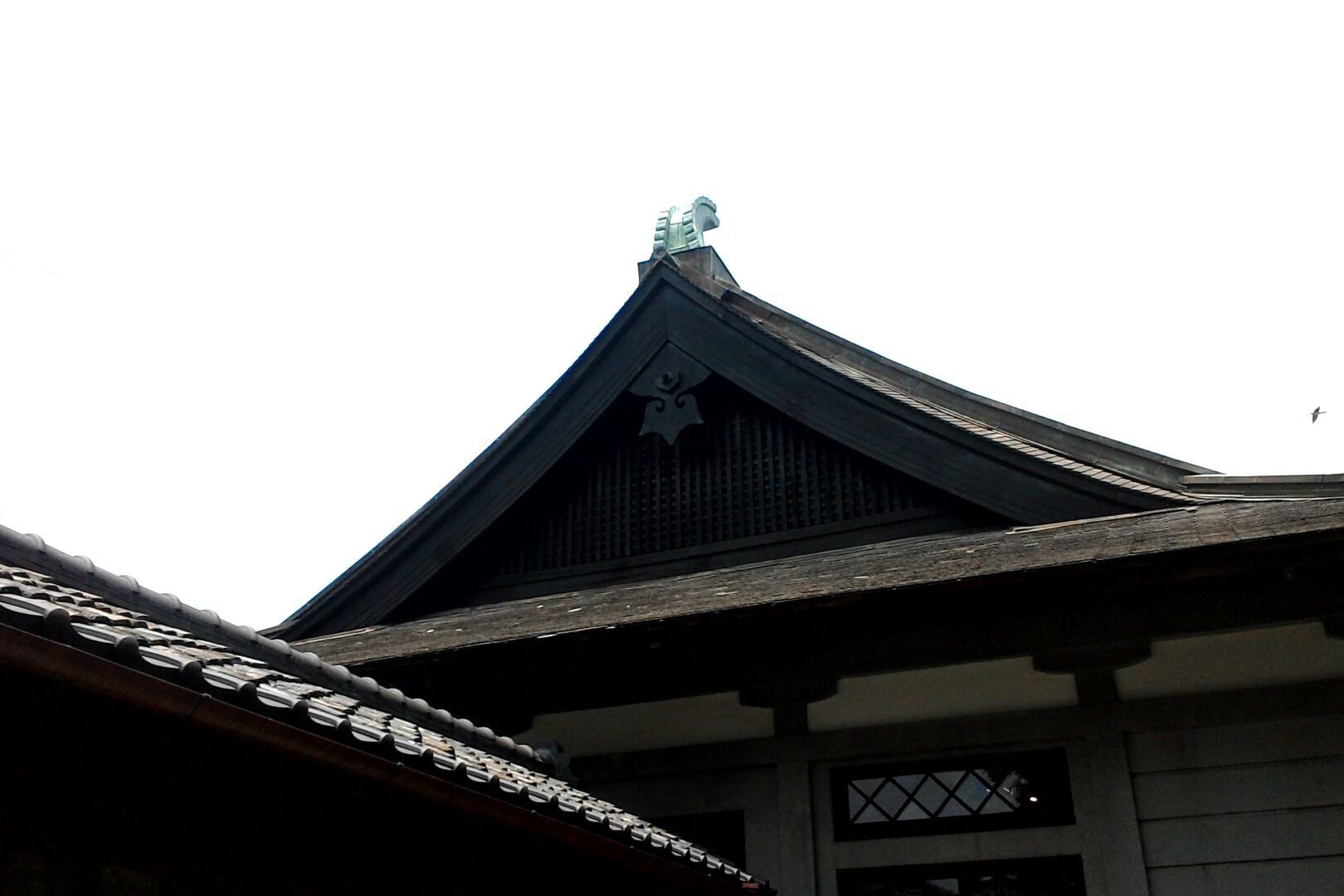
中華民國桃園市，大溪武德殿的鴟尾